# Charles Demuth

## Lancaster en studie

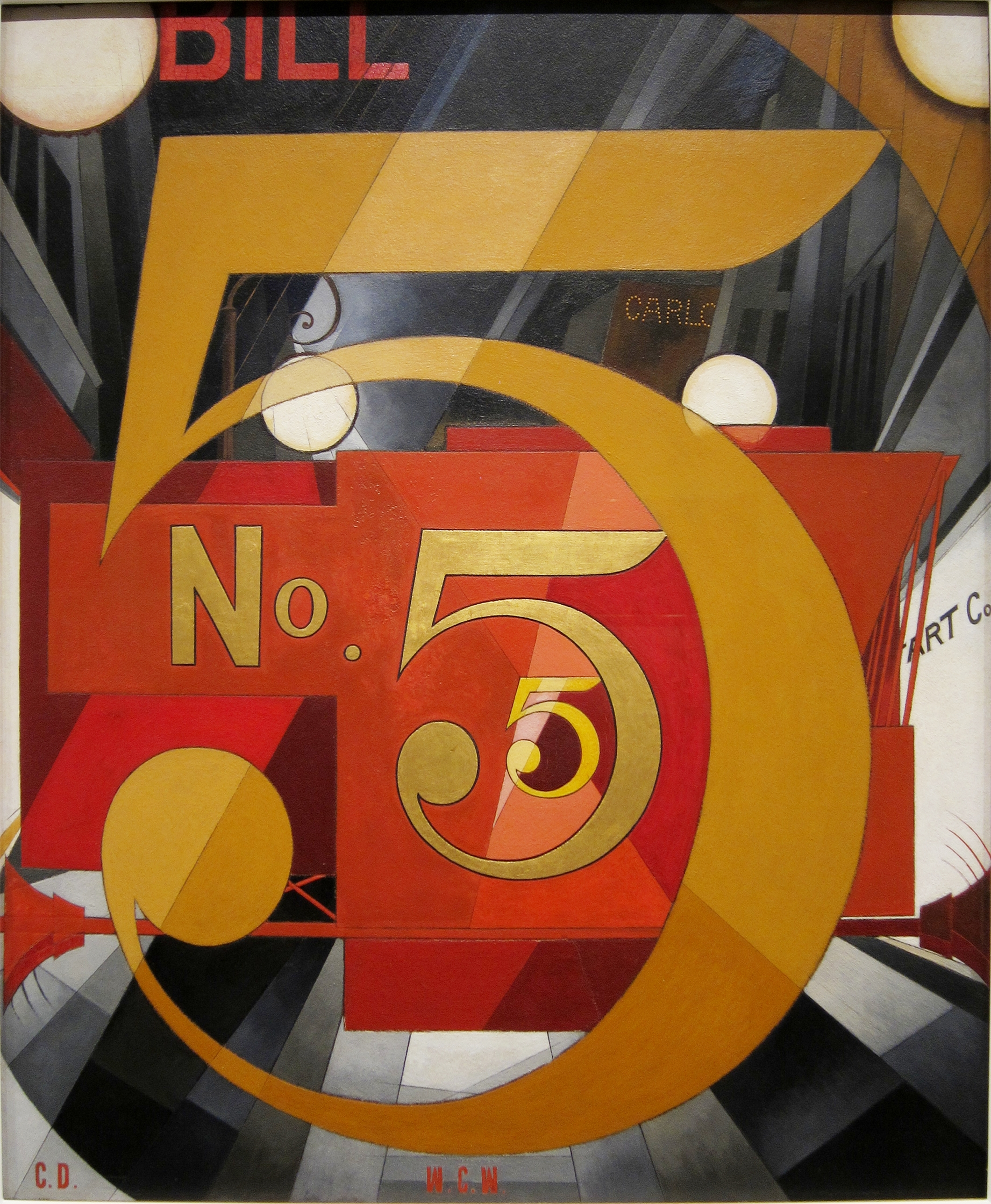
I saw the figure 5 in gold. Charles Demuth 1928.
The Great Figure
Among the rain
and lights
I saw the figure 5
in gold
on a red
firetruck
moving
tense
unheeded
to gong clangs
siren howls
and wheels rumbling
through the dark city.
William Carlos Williams 1920.

Charles Demuth (8 november 1883 Lancaster - aldaar 23 oktober 1935) was een Amerikaans aquarellist die later overstapte op olieverf. Hij ontwikkelde een stijl van schilderen die later bekend werd als het precisionisme.
Demuth woonde zijn hele leven in Lancaster (Pennsylvania). Het huis dat hij met zijn moeder deelde is nu een museum. Hij behaalde zijn diploma aan het Franklin & Marshall College en ging studeren aan de Drexel University en de Pennsylvania Academy of Fine Arts. Tijdens zijn studie aan PAFA ontmoette hij in zijn studentenhuis de schrijver William Carlos Williams. De twee werden goede vrienden en hielden voor de rest van hun leven nauw contact met elkaar.
Later studeerde Demuth in Parijs aan de Académie Colarossi en de Académie Julian, waar hij bij de avant garde hoorde. De Parijse kunstgemeenschap accepteerde Demuths homoseksualiteit.

## Carrière
In Parijs ontmoette hij de schilder Marsden Hartley, door op een tafel met Amerikaanse kunstenaars af te lopen en te vragen of hij zich bij hen mocht aansluiten. Dankzij zijn gevoel voor dubbelzinnige humor werd hij uitgenodigd lid van hun groep te worden. Via Hartley ontmoette hij de galeriehouder Alfred Stieglitz en werd hij lid van de Stieglitz-groep. In 1926 had hij een eenmanstentoonstelling in de Anderson Galerie en in de Intimate Galerie, een tentoonstellingsruimte in New York, gerund door zijn vriend Alfred Stieglitz.
Zijn bekendste schilderij, I Saw the Figure Five in Gold, is geïnspireerd op een gedicht van zijn vriend William Carlos Williams, genaamd The Great Figure. Roberta Smith omschreef het werk in de New York Times als Demuth's famous visionary accounting of Williams, I Saw the Figure Five in Gold, a painting whose title and medallion-like arrangement of angled forms were both inspired by a verse the poet wrote after watching a fire engine streak past him on a rainy Manhattan street while waiting for Marsden Hartley, whose studio he was visiting, to answer his door."
Dit is een van de negen portretten die Demuth maakte om zijn creatieve vrienden te eren. De andere betreffen de kunstenaars Georgia O'Keeffe, Arthur Dove, Charles Duncan, Marsden Hartley en John Marin, de schrijvers Gertrude Stein, Eugene O'Neill, en Wallace Stevens.
In 1927 begon Demuth met een serie van zeven panelen die fabrieksgebouwen in zijn geboortestad tonen. Het laatste van de zeven, After All, maakte hij in 1933 af. Twee jaar later overleed hij aan de gevolgen van diabetes. Zes van de schilderijen werden uitgelicht in Chimneys and Towers: Charles Demuth’s Late Paintings of Lancaster, een retrospectieve tentoonstelling van zijn werk (2007-2008).
Volgens de catalogus liet Demuth in zijn testament veel van zijn werken na aan Georgia O'Keeffe. Haar strategische beslissingen met betrekking tot welke musea zijn werk mochten ontvangen vestigden zijn reputatie als een groot schilder van de precisionistische school.

## Persoonlijk leven
Demuth heeft een verwonding opgelopen toen hij vier jaar oud was, of hij heeft polio of tuberculose aan de heup gehad, waardoor hij mank liep en een stok nodig had. Later ontwikkelde hij ook diabetes. Hij was een van de eersten in Amerika die insuline kreeg. Het grootste gedeelte van zijn leven bracht hij door in slechte gezondheid en hij overleed op 51-jarige leeftijd in Lancaster (Pennsylvania) aan complicaties van diabetes.
Demuth was een veelvuldig bezoeker van de Lafayette-baden, een homosauna. Voor zijn homo-erotische zelfportret in een Turks badhuis heeft hij dit gebouw waarschijnlijk als achtergrond gebruikt.
Demuth was in de verte familie van Christopher DeMuth, oud-president van de American Enterprise Institute, een conservatieve denktank.

## Kenschets
Ken Johnson schreef in de New York Times; "Zoek naar de geschiedenis van Amerikaanse kunst, en je vindt weinig aquarellen die mooier zijn dan die van Charles Demuth. Door het combineren van nauwkeurige botanische observaties en kubisme hebben zijn aquarellen van bloemen, fruit en groenten een magische levendigheid en een schokkende zinnelijkheid."

## Galerij

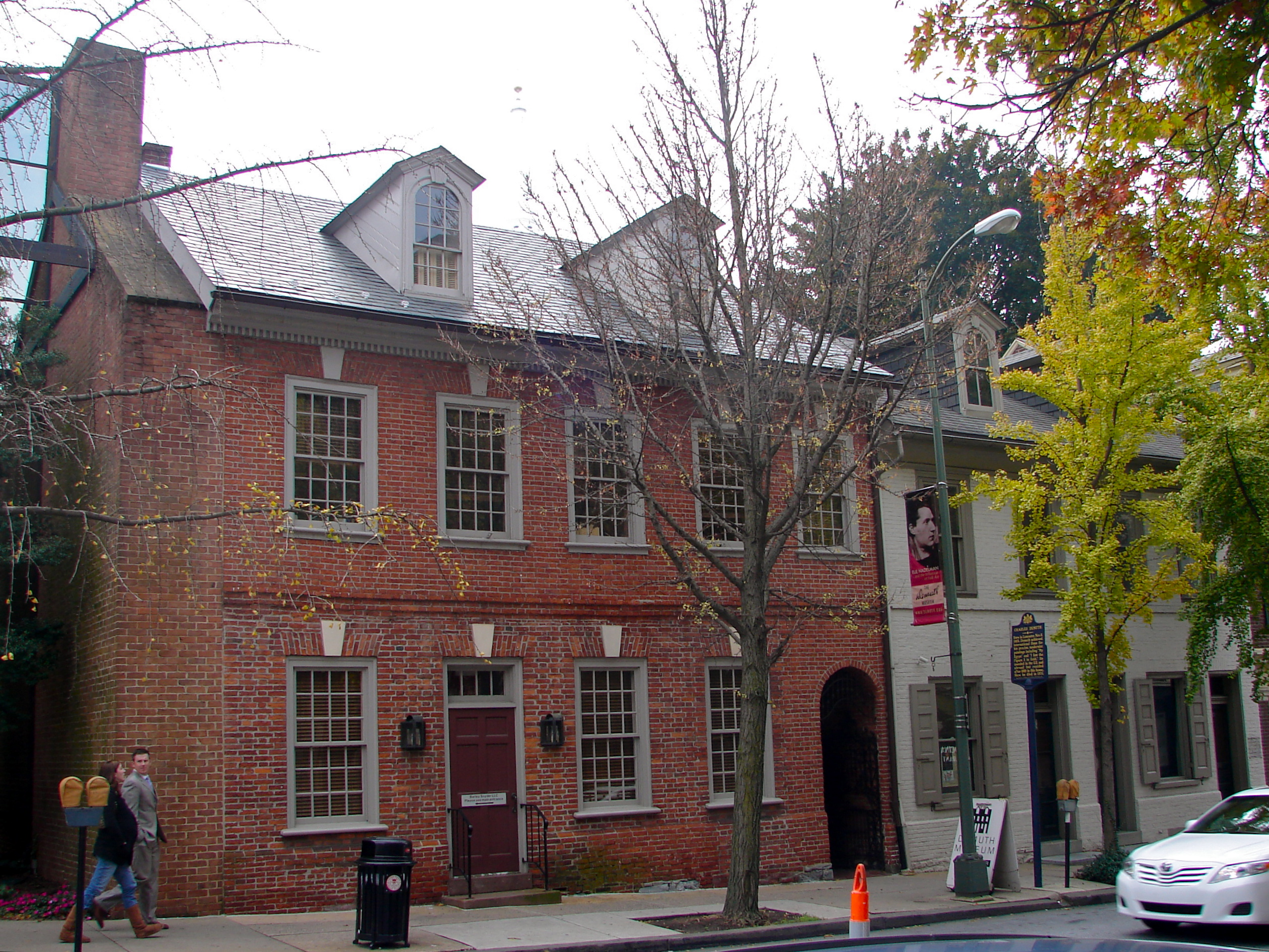
De residentie van Charles Demuth in Lancaster is nu het Demuth Museum.
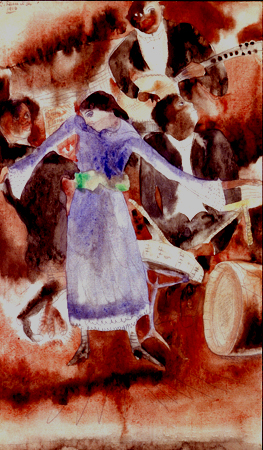
The Jazz Singer (1916)
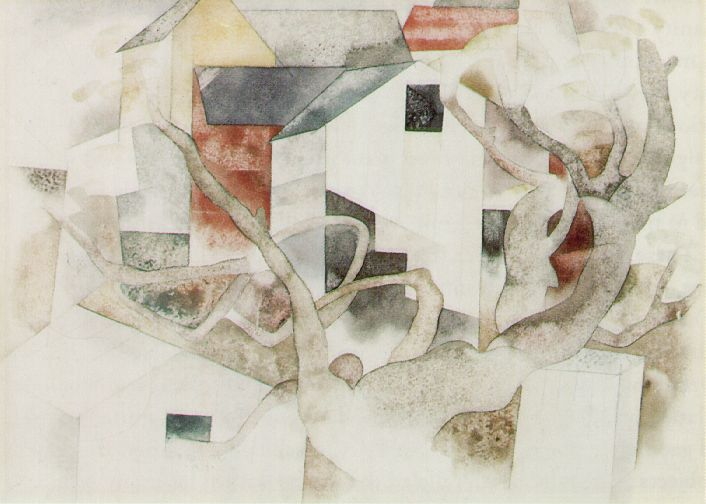
Trees and Barns Bermuda (1917)
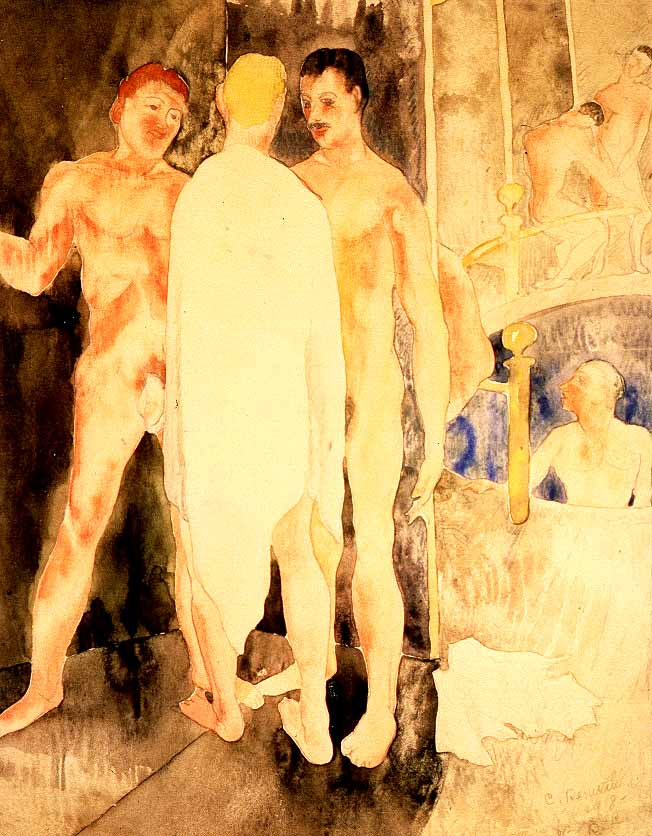
Turkish Bath with Self Portrait (1918)
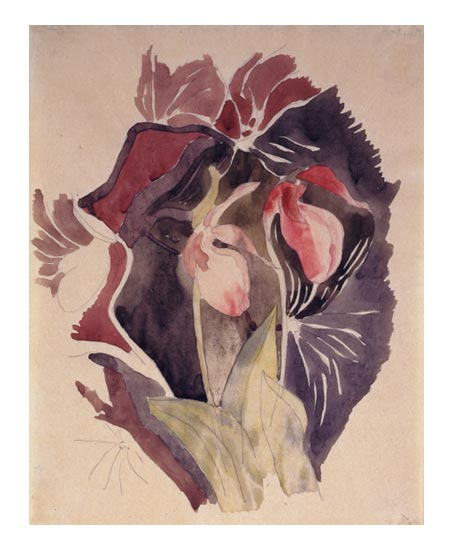
Wild Orchids (1920)
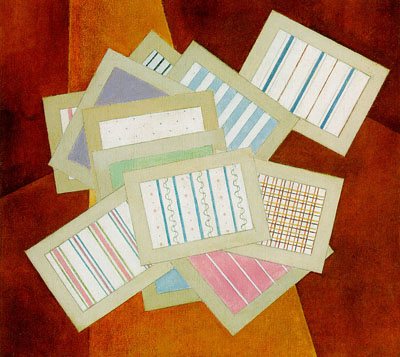
Spring (1921)
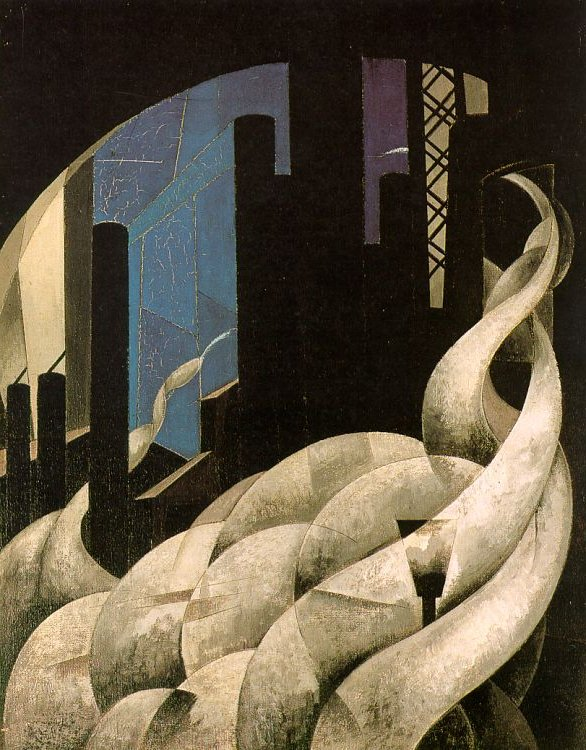
Incense of a New Church (1921)
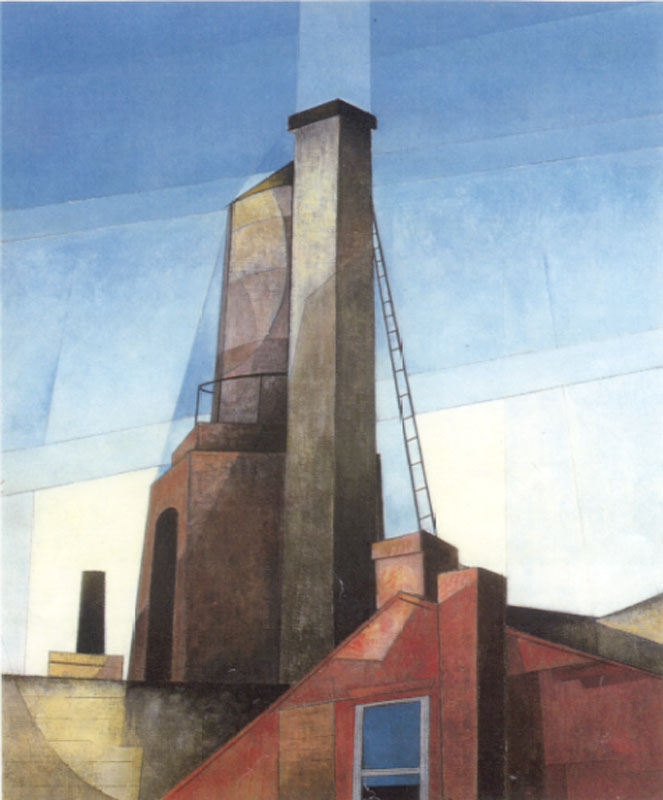
Aucassiu and Nicolette (1921)

## Voetnoten
1. ↑  History of 291
2. ↑  The New York Times, Roberta Smith, ART VIEW; Precisionism and a Few of Its Friends retrieved October 26, 2008
3. ↑  Miller, Neil (1995). Out of the Past, Gay and Lesbian history from 1869 to the present. Vintage, 143. ISBN 0-09-957691-0.